# Важка атлетика на літніх Олімпійських іграх 1924
Змагання з важкої атлетики на літніх Олімпійських іграх 1924 відбулися 21-23 липня на Зимовому велодромі. Змагалися тільки чоловіки. Розіграно 5 комплектів нагород.

## Медальний залік
| Дисципліни                 | Золото                     | Срібло                       | Бронза                          |
| -------------------------- | -------------------------- | ---------------------------- | ------------------------------- |
| Напівлегка вага до 60 кг   | П'єріно Габетті · Італія   | Андреас Штадлер · Австрія    | Артур Райтманн · Швейцарія      |
| Легка вага до 67,5 кг      | Едмон Декоттіньє · Франція | Антон Цверіна · Австрія      | Богуміл Дурдіс · Чехословаччина |
| Середня вага до 75 кг      | Карло Галімберті · Італія  | Альфред Неуланд · Естонія    | Юган Кіккас · Естонія           |
| Напівважка вага до 82,5 кг | Шарль Рігуло · Франція     | Фріц Гюненберґер · Швейцарія | Леопольд Фрідріх · Австрія      |
| Важка вага понад 82,5 кг   | Джузеппе Тонані · Італія   | Франц Айґнер · Австрія       | Гаральд Таммер · Естонія        |

## Країни-учасниці
- Аргентина (3)
- Австрія (15)
- Бельгія (8)
- Чехословаччина (6)
- Єгипет (1)
- Естонія (8)
- Франція (14)
- Велика Британія (10)
- Італія (15)
- Латвія (4)
- Люксембург (4)
- Нідерланди (3)
- Португалія (1)
- Швеція (5)
- Швейцарія (9)
- Туреччина (1)

## Таблиця медалей
| Місце               | Країна               | Золото | Срібло | Бронза | Загалом |
| ------------------- | -------------------- | ------ | ------ | ------ | ------- |
| 1                   | Італія (ITA)         | 3      | 0      | 0      | 3       |
| 2                   | Франція (FRA)        | 2      | 0      | 0      | 2       |
| 3                   | Австрія (AUT)        | 0      | 3      | 1      | 4       |
| 4                   | Естонія (EST)        | 0      | 1      | 2      | 3       |
| 5                   | Швейцарія (SUI)      | 0      | 1      | 1      | 2       |
| 6                   | Чехословаччина (TCH) | 0      | 0      | 1      | 1       |
| Загалом (6 збірних) | Загалом (6 збірних)  | 5      | 5      | 5      | 15      |